# Elezioni generali a Panama del 2014
Le elezioni generali a Panama del 2014 si tennero il 4 maggio per l'elezione del Presidente e il rinnovo dell'Assemblea nazionale.

## Risultati

### Elezioni presidenziali
| Candidati           | Liste                                                                              | Voti                    | %                |
| ------------------- | ---------------------------------------------------------------------------------- | ----------------------- | ---------------- |
| Juan Carlos Varela  | PAN - Popular Partito Panameñista Partito Popolare                                 | 724.762 563.584 161.178 | 39,09 30,39 8,69 |
| José Domingo Arias  | CD - MOLIRENA Cambiamento Democratico Movimento Liberale Repubblicano Nazionalista | 581.828 483.309 98.519  | 31,38 26,07 5,31 |
| Juan Carlos Navarro | Partito Rivoluzionario Democratico                                                 | 521.842                 | 28,14            |
| Genaro López        | Fronte Ampio per la Democrazia                                                     | 11.127                  | 0,60             |
| Juan Jované         | Indipendente                                                                       | 10.805                  | 0,58             |
| Esteban Rodríguez   | Indipendente                                                                       | 2.240                   | 0,12             |
| Gerardo Barroso     | Indipendente                                                                       | 1.598                   | 0,09             |
| Totale              | Totale                                                                             | 1.854.202               |                  |

### Elezioni parlamentari
| Liste                                        | Voti      | %     | Seggi |
| -------------------------------------------- | --------- | ----- | ----- |
| Cambiamento Democratico                      | 573.603   | 33,72 | 30    |
| Partito Rivoluzionario Democratico           | 535.747   | 31,49 | 25    |
| Partito Panameñista                          | 343.880   | 20,22 | 12    |
| Movimento Liberale Repubblicano Nazionalista | 121.815   | 7,16  | 2     |
| Partito Popolare                             | 56.629    | 3,33  | 1     |
| Fronte Ampio per la Democrazia               | 17.224    | 1,01  | -     |
| Altri                                        | 52.184    | 3,07  | 1     |
| Totale                                       | 1.701.082 |       | 71    |